# Funk (Nebraska)
Funk es una villa ubicada en el condado de Phelps en el estado estadounidense de Nebraska. En el Censo de 2010 tenía una población de 194 habitantes y una densidad poblacional de 284,81 personas por km².

## Geografía
Funk se encuentra ubicada en las coordenadas 40°27′47″N 99°15′3″O / 40.46306, -99.25083. Según la Oficina del Censo de los Estados Unidos, Funk tiene una superficie total de 0.68 km², de la cual 0.68 km² corresponden a tierra firme y (0%) 0 km² es agua.

## Demografía
Según el censo de 2010, había 194 personas residiendo en Funk. La densidad de población era de 284,81 hab./km². De los 194 habitantes, Funk estaba compuesto por el 95.88% blancos, el 0% eran afroamericanos, el 0.52% eran amerindios, el 0% eran asiáticos, el 0% eran isleños del Pacífico, el 0.52% eran de otras razas y el 3.09% pertenecían a dos o más razas. Del total de la población el 1.55% eran hispanos o latinos de cualquier raza.